# Mešita Alaca Imaret
Mešita Alaca Imaret (turecky Alaca İmaret Camii, řecky Αλατζά Ιμαρέτ, v překladu „Barevná mešita“), zvaná také Mešita Išaka Paši, je osmanská mešita z 15. století ve městě Soluň v Řecku.

## Architektura
Mešita byla postavena na příkaz Išaka Paši v roce 1484 nebo 1487. V rámci mešity byl postaven i imaret (veřejná charitativní kuchyně). V dnešní době není ani mešita, ani kuchyně v provozu. Komplex je vystavěn do tvaru T, jak bylo pro ranou osmanskou architekturu typické. Modlitebna je rozdělena do dvou rozsáhlých dómů a kolem sloupoví se nachází pět menších dómů. Mešita má jeden minaret, který byl v roce 1912 poničen řeckou armádou, která zde vyháněla Osmany a následně vyhlásila nezávislý řecký stát.